# 学園西大通り
学園西大通り（がくえんにしおおどおり）は、筑波研究学園都市の都市計画道路である。

## 概要
都市計画道路の路線名は、「研究学園都市計画道路 3・2・3号 学園西大通り線」および「竜ケ崎・牛久都市計画道路 3・2・39号 学園西大通り線」。筑波研究学園都市の主要幹線道路として整備された4 - 6車線の通りである。
学園中央通り・学園東大通り・土浦学園線・学園北大通り・学園南大通りと共に整然とした格子状の幹線道路網を形成する。また、牛久市の牛久北部・東下根地区再開発の基軸道路としても機能している。
つくば市小野川 - 春日までの区間において、研究施設・大学・ガソリンスタンドなど一部の施設を除き、道路沿いの施設に車が直接入ることはできず、脇道より進入するような構造に一部制限されている。そのため信号数を抑えることができた。
北は学園東大通りより分岐し、学園東大通りと2 kmほど離れて平行に走り、筑波研究学園都市を抜けるとひたち野うしく駅をアンダーパスでくぐり、阿見町実穀で道路はとぎれている。都市計画によれば、阿見町中央部方面へ延伸の予定であり、付近の住宅地造成工事とあわせ、現在も少しずつ延伸されている。
1985年（昭和60年）の国際科学技術博覧会開催中において、学園西交差点に混雑緩和のため万博会場方面↔万博中央駅(現：ひたち野うしく駅)方面をオーバーパスさせる高架橋が架けられていた。

### 路線データ
- 起点：つくば市筑穂一丁目・西大通り入口交差点
- 終点：稲敷郡阿見町実穀付近
- 延長：15.48 km
- 幅員：34 m[5]、一部50 mの区間あり[6]
- 車線数：4 - 6車線　ひたちの東交差点以東では、2車線区間有

### 路線概要
- 西大通入口交差点（学園東大通り）から学園西交差点（土浦学園線）まで - 国道408号
- 学園西交差点（土浦学園線）から南大通り西交差点（学園南大通り）まで - 茨城県道123号土浦坂東線
- 南大通り西交差点（学園南大通り）から稲荷前交差点（国道354号）まで - 茨城県道244号妻木赤塚線
- 稲荷前交差点（国道354号）からひたちの東交差点まで - 茨城県道274号牛久赤塚線
- ひたちの東交差点から阿見町実穀付近まで - 茨城県道25号土浦江戸崎線

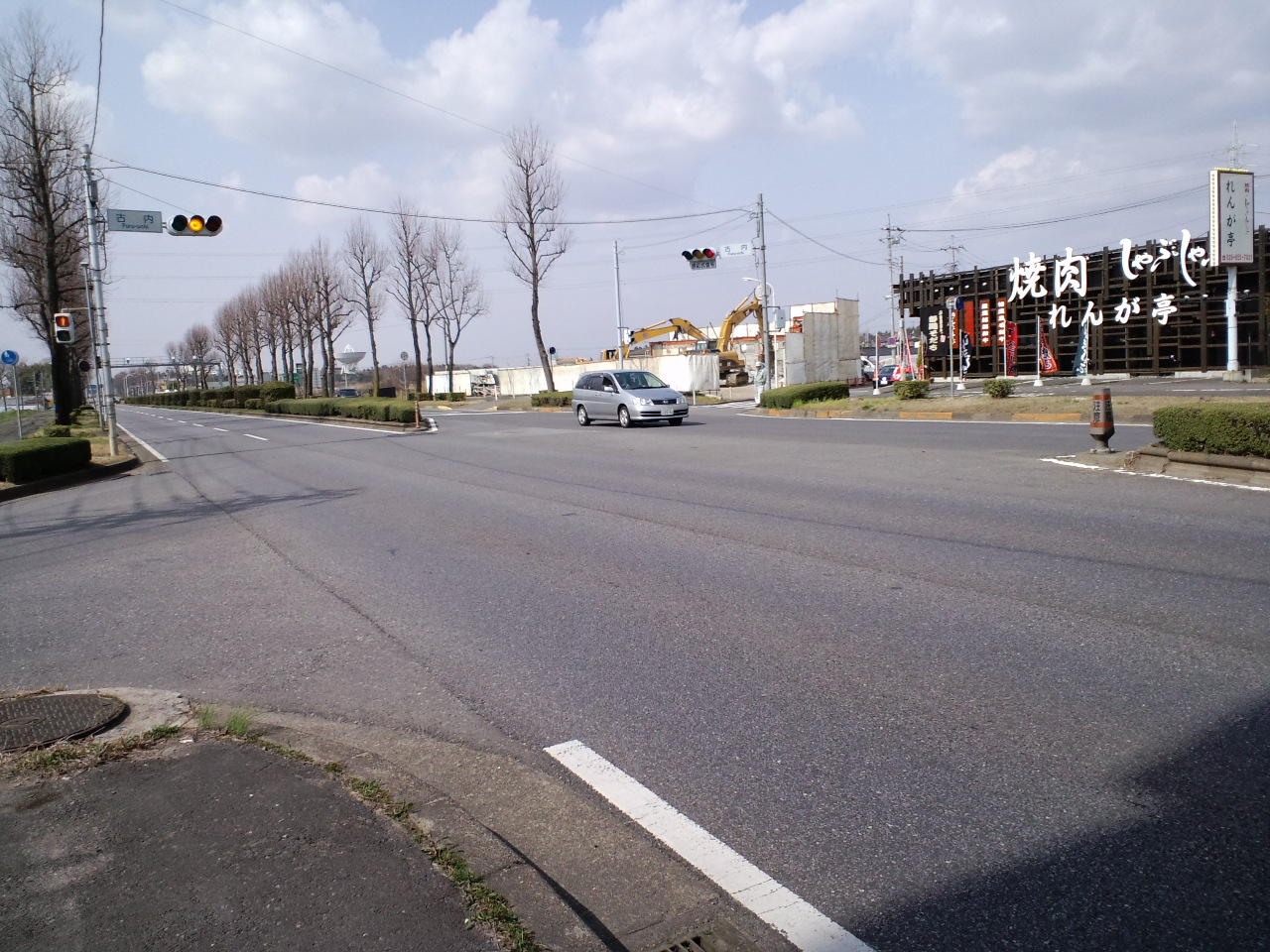
古内交差点(春日4丁目)

## 歴史
- 1972年（昭和47年）6月26日：建設省告示第1151号にて都市計画道路事業認可[7]。
- 1972年（昭和47年）8月3日：筑波郡谷田部町大字小野崎（学園西交差点） - 赤塚（稲荷前交差点）の茨城県施工区間を都市計画事業化[7]。
- 1981年（昭和56年）7月13日：稲敷郡牛久町大字下根 - 筑波郡谷田部町赤塚間の都市計画決定[1]。
- 1981年（昭和56年）12月24日：筑波郡谷田部町大字稲岡 - 稲敷郡牛久町大字下根（国道6号）の茨城県施工区間を都市計画事業化[2]。

## 接続する主な路線
- 西大通り入口交差点 - 学園東大通り
- 西平塚交差点 - 平塚通り
- 春日1丁目西交差点 - 学園北大通り
- 学園西交差点 - 国道408号
- 南大通り西交差点 - 学園南大通り
- 稲荷前交差点 - 国道354号
- 稲岡交差点 - 国道6号牛久土浦バイパス
- 西大通り入口交差点 - 国道6号

## 沿線
国土交通省系の研究機関（土木研究所・国土技術政策総合研究所・国土地理院）・国立環境研究所・公害研究所などが学園西大通り沿いに所在している。また、学園東大通りとの間には、筑波大学筑波キャンパスや産業技術総合研究所などの各種研究機関があり、つくばエクスプレスつくば駅があるつくばセンター地区も含まれるなど、筑波研究学園都市の施設が集中している。

## 街路樹
西大通りの街路樹は、1975年（昭和50年）から1982年（昭和57年）にかけて植栽されたもので、自然と都市が調和する街として県内外より高い評価を受けており、その種類は次のとおりである。
- 西平塚交差点 - 春日1丁目西交差点　ユリノキ
- 春日1丁目西交差点 - 南大通り西交差点　ケヤキ
- 南大通り西交差点 - 牛久市ひたちの西付近　ユリノキ

学園西大通りを象徴するユリノキの街路樹は、1995年（平成7年）から倒木や枯死が目立ち始めたことがあり、2000年（平成12年）7月に襲った台風3号のおりには、強風で高さ20mのユリノキが倒れて学園西大通りを全面通行止めさせる被害が出た。その後、茨城県土浦土木事務所が行った調査で、腐朽菌の寄生や植樹帯の狭さが原因による根腐れのため倒木や枯死の危険があることが分かり、緊急対策として国道354号以北のユリノキ81本が伐採された。